# Kon-Tiki (film, 2012)
Pour les articles homonymes, voir Kon-Tiki (homonymie).
Pour plus de détails, voir Fiche technique et Distribution.
Kon-Tiki est un film d'aventure britannico-norvégo-suédois écrit et réalisé par Joachim Rønning et Espen Sandberg et sorti en 2012.

## Synopsis
En 1947, l'expédition du Kon-Tiki, menée par Thor Heyerdahl.
Thor Heyerdahl, un explorateur norvégien accompagné de cinq hommes, va traverser l'Océan Pacifique sur un simple radeau pour démontrer que les habitants d'Amérique du Sud auraient bien pu traverser la mer pour s’installer sur les îles de Polynésie. Leur voyage aura duré 101 jours s'étendant sur plus de 8000km. Ce film retrace la genèse et le déroulement de leur voyage.

## Fiche technique
- Titre original : Kon-Tiki
- Réalisation : Joachim Rønning et Espen Sandberg
- Scénario : Petter Skavlan
- Direction artistique : Karl Júlíusson
- Décors : Lek Chaiyan Chunsuttiwat
- Costumes : Louize Nissen
- Photographie : Geir Hartly Andreassen
- Son : Baard H. Ingebretsen et Tormod Ringnes
- Montage : Per-Erik Eriksen et Martin Stoltz
- Musique : Johan Söderqvist
- Production : Aage Aaberge et Jeremy Thomas
- Société(s) de production : Film i Väst, Nordisk Film, Recorded Picture Company et Roenbergfilm
- Société(s) de distribution : The Weinstein Company, Nordisk Film
- Budget : 16 600 000 $ [1]
- Pays d’origine : Royaume-Uni | Norvège | Suède
- Langue originale : Anglais, norvégien
- Format : couleur - 35 mm - 2.35:1 - son Dolby numérique
- Genre :  Aventures et biopic
- Durée : 118 minutes
- Dates de sortie :
  - Norvège : 24 août 2012

## Distribution
- Pål Sverre Valheim Hagen : Thor Heyerdahl
- Anders Baasmo Christiansen : Herman Watzinger
- Gustaf Skarsgård : Bengt Danielsson
- Odd-Magnus Williamson : Erik Hesselberg
- Tobias Santelmann : Knut Haugland
- Jakob Oftebro : Torstein Raaby
- Agnes Kittelsen : Liv Heyerdahl
- Manuel Cauchi : Jose Bustamente

## Distinctions

### Nominations
- Golden Globes 2013 : Golden Globe du meilleur film en langue étrangère
- Oscars 2013 : Oscar du meilleur film en langue étrangère
- Prix du cinéma européen 2013 : People’s Choice Award